# Echinocereus pamanesii
Echinocereus pamanesii ist eine Pflanzenart in der Gattung Echinocereus aus der Familie der Kakteengewächse (Cactaceae). Das Artepitheton pamanesii ehrt den mexikanischen Politiker General Fernando Pámanes Escobedo (1909–2005), einen früheren Gouverneur des Bundesstaates Zacatecas, der Alfred Bernhard Lau bei seinen Reisen unterstützte.

## Beschreibung
Echinocereus pamanesii wächst meist einzeln. Die dunkelgrünen zylindrischen Triebe sind bis zu 35 Zentimeter lang und weisen Durchmesser von 8 Zentimeter auf. Es sind zwölf bis 19 Rippen vorhanden. Die bis zu zwei abstehenden bis spreizenden Mitteldornen, die auch fehlen können, sind bräunlich. Sie weisen eine Länge von bis zu 1,7 Zentimeter auf. Die neun bis zwölf gelblichen bis weißlichen Randdornen liegen an der Trieboberfläche an und sind bis zu 1 Zentimeter lang.
Die trichterförmigen Blüten sind tief rosafarben und besitzen einen weißlichen Schlund. Sie erscheinen deutlich unterhalb der Triebspitzen, sind bis zu 9 Zentimeter lang und erreichen ebensolche Durchmesser. Die eiförmigen bräunlich grünen Früchte sind bewollt und tragen Dornen.

## Verbreitung, Systematik und Gefährdung
Echinocereus pamanesii ist im mexikanischen Bundesstaat Zacatecas verbreitet.
Die Erstbeschreibung durch Alfred Bernhard Lau wurde 1981 veröffentlicht.
Es werden folgende Unterarten unterschieden:
- Echinocereus pamanesii subsp. pamanesii
- Echinocereus pamanesii subsp. bonatzii (R.C.Römer) R.C.Römer

In der Roten Liste gefährdeter Arten der IUCN wird die Art als „Least Concern (LC)“, d. h. als nicht gefährdet geführt.

## Nachweise